# Rebranding
Il rebranding è un processo per cui un prodotto o un servizio sviluppato e distribuito con un nome, un marchio, una marca o sotto il nome di una ditta, viene reimmesso nel mercato sotto un altro nome o una diversa identità.

## Caratteristiche
È un fenomeno frequente con marche acquisite, rientra generalmente in determinate strategie di marketing e può essere conseguenza dell'elevato potenziale di cannibalizzazione tra i diversi prodotti. A seconda della portata e degli elementi coinvolti si può parlare di rebranding totale o rebranding parziale.

## Tipi

### Rebrandingtotale
Nel primo caso si verifica un cambiamento di alcuni segni distintivi quali il logo, il nome, la gestione dell'immagine, le strategie di marketing e di vendita, le politiche pubblicitarie. 

### Rebrandingparziale
Nel caso del rebranding parziale si verificano piccole modifiche volte a migliorare l'assonanza percettiva, come ad esempio nel caso dello snack Fuoriorario, nel portfolio prodotti di Mulino Bianco. Quest'ultimo, associato al mondo dell'alimentazione in casa, evidenziava scarsa coerenza con le associazioni dello snack, legato ai consumi fuori casa. In seguito all'acquisizione di Pavesi, Barilla avviò un processo di revisione del portfolio marche, per cui lo snack divenne il "nuovo prodotto" Fuoriorario di Pavesi.

## La rivitalizzazione della marca
L'obiettivo della rivitalizzazione di una marca è non solo quello di aumentare le vendite, ma di basarle su un più elevato valore di marca. Ciò richiede spesso un aumento di visibilità e un innalzamento della qualità percepita, così come è necessario raggiungere nuova clientela e intensificare il livello di fedeltà alla marca. Rivitalizzare una marca è meno costoso e meno rischioso dell'introduzione di una nuova marca, processo che può costare decine di milioni di euro oltre ad avere una buona probabilità di insuccesso. Le aziende vedono le marche un po' come i proprietari vedono le loro case: conviene di più ristrutturarle che comprarne una nuova; e spesso l'effetto è anche migliore. Vi sono sette strade che portano alla rivitalizzazione del prodotto. Ognuna di loro parte da una prospettiva diversa e l'utilizzo di più alternative massimizza la possibilità di trovare un valido approccio.

### Incrementare l'uso
A differenza di un miglioramento qualitativo o di una politica di marketing più aggressiva, pratiche che quasi sempre stimolano una reazione vigorosa da parte della concorrenza, l'incremento dell’uso del prodotto fra la clientela abituale risulta di solito meno intimidatoria per i concorrenti. L'incremento d’impiego del prodotto può essere attuato in due modi:
- Aumentando la frequenza d'uso. Alcuni individui pur conoscendo la marca e il suo utilizzo tipico, non pensano di usarla se non stimolati. Questo richiede di solito una pubblicità rafforzativa. Lo stesso capita per alcune attività, come quelle di manutenzione ordinaria o la visita di controllo dal dentista, o ancora la lubrificazione del motore, che vengono spesso trascurate e dove la pubblicità rafforzativa fa la differenza. Si può aumentare la frequenza d’uso del prodotto attraverso una campagna di riposizionamento che modifica la sua immagine d’uso da occasionale a frequente. Approccio analogo è il posizionamento per l'uso regolare: un impiego regolare è la migliore forma di continuità, ad esempio: “Lava i denti dopo ogni pasto!”. Spesso è necessario facilitare l’uso del prodotto. Le confezioni pronte da cuocere direttamente nel microonde ne sono un esempio.  È anche possibile fornire degli incentivi per aumentare la frequenza dei consumi: è quello che succede con il Carnet 10 Viaggi di Trenitalia per le Frecce.  A volte un cliente è dissuaso dall'utilizzare alcuni prodotti frequentemente perché esistono delle valide ragioni alla base: ad esempio alcuni pensano che lavarsi frequentemente i capelli non sia salutare, ma un prodotto studiato apposta per l’uso quotidiano può alleviare tale preoccupazione.  Infine è possibile introdurre nuove occasioni e luoghi di consumo: i produttori di succhi di frutta hanno saggiamente tentato di spostare i loro prodotti dal segmento della colazione, molto affollato, a quello degli snack.
- Aumentando la quantità utilizzata nelle singole occasioni d’uso. Tecniche analoghe possono essere impiegate per incrementare le quantità usate nelle singole occasioni d’uso. Un fast food potrebbe tentare di aumentare il numero delle portate attraverso degli incentivi riguardanti promozioni sul prezzo, come accade con i McMenu Classic di McDonald's che prevedono un prezzo speciale ordinando, insieme al panino, anche delle patatine fritte e una bibita. Si possono combattere le conseguenze negative associate ad un consumo elevato nella percezione dei consumatori: una birra leggera o un condimento ipocalorico per insalate potrebbero eliminare un freno all’uso del prodotto. È anche possibile, con un buon utilizzo della pubblicità, ricreare delle associazioni positive ad ogni occasione d’uso. Un senso di divertimento e di freschezza associato a Coca-Cola potrebbe incoraggiarne un uso più intenso.

### Trovare nuove modalità d'uso
All’inizio degli anni ’70 le vendite del bicarbonato di sodio Arm & Hammer, molto popolare negli USA, ristagnavano intorno ai 15 milioni di dollari. Venne poi avanzata la proposta di utilizzare questo prodotto per deodorare i frigoriferi. I risultati furono spettacolari: nel giro di 14 mesi il numero di famiglie che utilizzava il prodotto per questa applicazione salì dall’1 al 57%. Successive campagne pubblicitarie cominciarono a suggerirne l’uso anche per congelatori, sanitari, lettiere del gatto, deodorante per cani. Nel 1981 il giro di affari di Arm & Hammer crebbe intorno ai 150 milioni di dollari. Di seguito la marca fu estesa a deodoranti, dentifrici e detergenti per lavanderie. Nel 1990 le vendite della marca superarono i 400 milioni di dollari. È curioso leggere come viene pubblicizzato,  oggi Arm & Hammer dall’azienda: 
 Il modo migliore per individuare nuove forme d’uso è una ricerca di mercato in grado di determinare con esattezza le attuali modalità d’uso della marca, ricerche da cui bisogna poi selezionarne alcune in particolare. Sono da valutare quelle aree di applicazione che assicurano vendite addizionali rimaste inesplorate. 

### L'entrata in nuovi mercati
Uno dei modi più naturali per crescere è quello di entrare in segmenti di mercato nuovi che presentino un adeguato potenziale di crescita. Segmenti che prima non erano pronti per il prodotto in considerazione o che non erano disposti a sostenerne il prezzo, oppure a cui semplicemente nessuno aveva pensato e che rappresentano serbatoi potenziali di vendite per il settore. Vi sono diversi esempi di aziende che hanno trovato spazi di crescita in settori maturi, e competitivi. I furgoni da sempre sono utilizzati per trasportare merci e quindi costituivano un mercato piuttosto maturo. Tuttavia vennero adattati all'uso familiare e questo ne fece esplodere le vendite. I forni a microonde hanno permesso il passaggio di questo elettrodomestico dalle case agli uffici, fino alle mense e ai supermercati che permettono di consumare un pasto in loco.
Johnson & Johnson promosse il suo baby shampoo, le cui vendite languivano, al mercato degli adulti che si lavavano spesso i capelli e necessitavano di uno shampoo delicato: questo incrementò la quota di mercato dal 3% al 14%. David A. Aaker ritiene essenziale, al fine di trovare nuovi potenziali mercati, una serie di parametri di segmentazione tra cui l’età, la dislocazione geografica, i benefici ricercati e il genere. Inoltre un approccio diverso allo stesso mercato permette a volte di scoprire nuovi segmenti: è possibile concentrarsi sui segmenti in crescita, all'interno di settori maturi o declinanti. Un'altra regola è quella di identificare segmenti non adeguatamente serviti. In ultima analisi si devono ricercare quei segmenti a cui il prodotto si può adattare e a cui la marca può fornire valore.

### Il cambiamento e l’aggiunta di associazioni
Le strategie di posizionamento possono, per varie motivazioni, diventare inadeguate. L’obsolescenza nel tempo, l’invecchiamento del target o l'annebbiamento delle associazioni, il cambiamento di gusti e mode ne sono le principali cause. In queste circostanze l’unica alternativa valida è quella di riposizionarsi. Un caso curioso è quella della Cheez Whiz, crema lanciata nel 1956 negli USA da Kraft Foods. Inizialmente era posizionata come “crema da spalmare sui sandwich in occasione di spuntini e della merenda dei bambini”. Negli anni ’80 il suo fatturato calava del 2% annuo. Ciò avveniva anche per effetto di associazioni negative: il colpo definitivo fu dato da una critica data ad un film demenziale dell’epoca, La rivincita dei nerds II. Un commentatore definì tale film “così scemo da farvi sentire come se vi avessero svuotato la testa per riempirvela di Cheez Wiz”. La Kraft si trovò costretta a riposizionare il prodotto: Cheez Wiz divenne una salsa al formaggio per forno a microonde, adatta a piatti di carne, contorni di verdure e patate al forno grazie ad un consistente pubblicitario. Ciò permise alle vendite del prodotto di fare un balzo in avanti del 35%.
A volte con la maturità un prodotto può diventare una commodity. Ciò a causa delle pressioni sul prezzo che lo rendono non più profittevole. Una buona soluzione può essere il tentativo di riposizionare la commodity come prodotto di alta gamma, aggiungendo quindi nuove associazioni. È quello che fece Frank Perdue negli anni ’60: stanco di lavorare nelle commodity, creò i Polli Perdue. Questi polli, a detta sua, erano legati un’alimentazione più sana, a un processo di selezione accurato, a procedimenti sofisticati di conservazione sotto ghiaccio, alla selezione dei rivenditori. E non mancava di certo l’ironia: i suoi polli godevano di una vita comoda, in gabbie da 60.000 dollari, con 8 ore al giorno di sonno e mangimi di prima qualità. I margini e i profitti ne beneficiarono.

### Aumentare il prodotto/servizio
Nel momento in cui gli asset della marca, dapprima usati per differenziarla, vengono eguagliati da parecchi concorrenti le vendite di un’intera categoria merceologica cominciano a declinare e il prodotto si trasforma gradualmente in una commodity. Spesso risulta anche difficile fissare un premium price per un prodotto che storicamente si è dimostrato più affidabile e qualificato degli altri. Molte imprese si rassegnano dunque all'idea di operare in un ambiente di estrema competitività. È in questo contesto che risulta utile la posizione di Theodore Levitt: 
 Nel momento in cui il prodotto sta per diventare commodity, afferma Levitt, bisogna cercare di arricchirlo attraverso l’aggiunta di prestazioni e di caratteristiche che il cliente, nella normale offerta, non si aspetta di trovare. Due sono le strade possibili da percorrere: fare qualcosa di più o di diverso oppure fare meglio le cose. 
Con un prodotto maturo spesso è più facile aggiungere che migliorare. Si potrebbe ad esempio pensare ad un miglioramento della confezione, in modo da offrire un elemento aggiuntivo di differenziazione che ricrei un nuovo look per una categoria merceologica ormai esausta. Meglio ancora se la nuova confezione è in grado di risolvere un problema del cliente. Qualche esempio che potrebbe essere utile nella quotidianità di ognuno: un tubetto di dentifricio che verso la fine del prodotto si apra a strappo nella parte finale permetterebbe di lavarsi i denti senza dover arrotolare e imprimere forza sul tubetto. Un miglioramento banale potrebbe anche essere la modifica del tipo di colla che tiene unita la pellicola al coperchio di molti prodotti da microonde, come zuppe, creme e passate, in modo da permettere uno strappo unico e deciso.
In genere è necessario trovare soluzioni più ricche, realmente apprezzate dal cliente e sufficientemente legate al prodotto da assicurargli benefici. Tutto prende il via da una completa comprensione del cliente, dall'analisi di quali siano i problemi che lo irritano e quali le sue cause di insoddisfazione principali, e cosa si potrebbe dunque fare. Fondamentale è allora il coinvolgimento del cliente stesso nella identificazione di quelle soluzioni in grado di arricchire il prodotto. Coinvolgendo il cliente si rende inoltre visibile lo sforzo del fornitore di offrire una migliore esperienza d’uso. 

### Rendere obsoleti i prodotti esistenti con nuove tecnologie
In alcuni casi è possibile rivitalizzare un settore stagnante con un prodotto in grado di rendere obsoleta la base tecnica dei prodotti già presenti, accelerando così il ciclo di sostituzione. La decisione di ricercare nuove tecnologie molto spesso risulta delicata per il leader di mercato: costui ha dei precisi interessi nel mantenimento della vecchia tecnologia. Tuttavia si trova proprio per questo motivo dinanzi a dei rischi competitivi. L’esperienza Global Gillette dell’inizio degli anni ’60 può risultare chiave per comprendere tale situazione. La Gillette resistette con tutte le sue forze all'introduzione nel mercato delle lamette in acciaio inossidabile. La maggior durata del prodotto avrebbe causato un minor consumo di lamette, quindi minori vendite, inoltre i costi connessi al cambiamento tecnologico, sia produttivi sia commerciali, erano elevati. In questo contesto Wilkinson Sword, un concorrente all'epoca molto piccolo, pioniere dell’innovazione, riuscì a insinuarsi con successo nel business che prima era quasi di dominio assoluto Gillette con la sua quota di mercato del 70% e, anche a causa di altri concorrenti americani, la quota di mercato di Gillette scese al 55% mentre il ROI (Return on Investment, indice che indica la redditività del capitale investito) scese dal 40% al 30%. 

### Estendere la marca
Le estensioni di marca e l’uso del nome di una categoria merceologica per definirne anche un’altra hanno rappresentato per molte aziende il fulcro centrale della strategia di crescita. Infatti da una indagine condotta sulle maggiori aziende del largo consumo si stima che circa l’89% di nuovi lanci sono estensioni di gamma (nuove profumazioni o nuovi formati), il 6% sono estensioni di marca e solo il 5% è dato da prodotti davvero nuovi. L’attrattiva del nome di marca è molto forte, e diventa spesso irresistibile nei confronti delle altre alternative. Introdurre una nuova marca in un mercato può avere dei costi esorbitanti che si aggirano dai 50 ai 150 milioni di euro e il successo non è mai garantito, nonostante il consistente supporto promozionale.
L’uso di un nome di marca affermato può ridurre in maniera ingente le spese di lancio ed incrementare le probabilità di successo. Le estensioni di marca costituiscono una strategia naturale per l’azienda che cerca di crescere e di rivitalizzarsi sfruttando prevalentemente i suoi asset. Infatti per molte aziende la risorsa maggiormente monetizzabile e concreta è proprio il nome delle marche che sono state capaci di creare e un’opzione strategica di crescita è proprio quella che sfrutta questa risorsa, penetrando in nuove categorie merceologiche o ricavando dalla concessione in uso della licenza. Un'altra opzione possibile è l’acquisto di una azienda che possiede una marca affermata: questo permette di creare una solida base di crescita attraverso successive estensioni della marca stessa. 
Tuttavia bisogna anche valutare i contro. Un nome di marca può non favorire l’estensione o, peggio ancora, può creare associazioni in grado di danneggiare l’estensione stessa. Può anche capitare che l’estensione abbia successo, ma danneggi il valore originale della marca indebolendo associazioni in essere oppure aggiungendone di nuove e indesiderate. Dal momento in cui l’estensione di marca può incidere su una risorsa primaria come il nome della marca, un’estensione sbagliata o impropria può alla fine risultare strategicamente dannosa.